# Papaipema nitela
Papaipema nitela är en fjärilsart som beskrevs av Achille Guenée 1852. Papaipema nitela ingår i släktet Papaipema och familjen nattflyn. Inga underarter finns listade i Catalogue of Life.